# Charles Taze Russell
Charles Taze Russell, vallási nevén gyakran csak Russel pásztor (Allegheny, Pennsylvania, 1852. február 16. – Pampa, Texas, 1916. október 31.) amerikai evangélium hirdető, vallási vezető, aki elindította a „Bibliakutató mozgalmat”, a Jehova Tanúi közösségének elődjét. Keresztény cionista volt.
20 éves korára elhagyta a presbiterianizmust és a kongregacionalizmust, mert nem tudta összeegyeztetni az örök pokol gondolatát Isten irgalmával. Egy véletlen során találkozott az advent mozgalom néhány követőjével, és arra a gondolatra jutott, hogy a Biblia felhasználható Isten üdvtervének előrejelzésére, különösen a világvégére vonatkozóan.
Más adventistákkal ellentétben azonban úgy gondolta, hogy Krisztus második eljövetele láthatatlan lehet. N.H. Barbour-ral közösen kiadták a Három világ vagy a megváltás terve (1877) című könyvet, amely kijelentette, hogy megkezdődött a lelkek aratása, amely 40 éven át tart, és 1914-ben a pogányok idejének megszűnésével és Isten Királyságának eljövetelével véget ér.
1879-ben megalapította meg az Az Őrtorony című vallásos újságot, majd 1881-ben az egyik Biblia-olvasó társaságot, az Őrtorony Társulatot. Élete végéig a Társulat elnöke volt.
Sokat utazott, hogy meglátogassa a szaporodó gyülekezeteket; 1916-ban Texasban halt meg.
A halála után, 1917-ben egyházszakadás következett be, amikor újabb „Bibliakutató” közösségek alakultak.
Azok, akik közösségben maradtak az Őrtorony Társulattal, 1931-ben felvették a Jehova tanúi nevet, míg azok, akik megszakították a kapcsolatot az Őrtorony Társulattal, saját csoportokat hoztak létre, köztük a Pásztori Biblia Intézet (1918), a Laikus Házi Missziós Mozgalom (1919) és a Hajnal Bibliakutatók Egyesülete (1929).

## Korai évei
Presbiteránus, skót-ír származású szülők gyermekeként 1852. februárjában született az egyesült államokbeli Pennsylvániában. Ő volt a második az öt gyermek közül, és csupán ő, és egyik testvére érte meg a felnőttkort. Anyja 1861 elején halt meg 29 évesen, az apa 1897-ben, 85 évesen távozott az élők közül.
A Russell család Philadelphiában és Alleghenyben élt, majd Pittsburghben telepedtek le és a helyi gyülekezet megbecsült tagjaivá váltak.
Charlest apja már tizenéves korában társként bevette a pittsburghi méteráru üzletébe; tizenkét évesen szerződéseket írt, feladatokat végzett apja más ruházati üzleteiben is.
Tizenévesen elhagyta a presbiterianizmust és a kongregacionalista egyház híve lett, mivel megtetszett neki az ottani szervezeti forma. Gyakran írt krétával bibliai idézeteket a belváros járdáira, hogy felhívja a figyelmet Isten büntetésére.
Szülei már kiskorában lenyűgözték a pokol örök tüzéről és a kárhozatról szóló komor történetekkel. Később elkezdte megkérdőjelezni az örök kárhozat nézőpontjának a keresztény dogmákba való beillesztését.
Tizenhat évesen egy barátjával folytatott beszélgetései során felismerte a kereszténység tévedéseit (középkori szokások, a hitvallás ellentmondásai); ez oda vezetett, hogy megkérdőjelezte a hitét. Ezek után vizsgálni kezdett más nézőpontokat, de rövid idő után mindegyikkel felhagyott.
1870-ben 18 évesen egy híres adventista szónok, Jonas Wendell előadását hallgatta. Wendell racionális és logikai eszközöket használt fel a Biblia próféciáinak és időszámításának az értelmezésében, nagy figyelmet fordított az 1874-es évre, Jézus eljövetelének feltételezett időpontjára. Wendell elutasította az örök pokol tanát is.
A szónoklat után, ahogy később visszaemlékezett rá, megerősödött hite nem csak abban, hogy a Biblia az Isten szava, hanem hogy minden kereszténynek kötelessége az evangélium hirdetése. Figyelme főleg Krisztus második eljövetele és a millennium felé fordult.

## Szolgálata

### Kezdetek
1870–1872 körül ő és apja egy csoportot alapított számos ismerősével, hogy tanulmányozzák a Bibliát, valamint a keresztény tanok, hitvallások és hagyományok eredetét. A csoportot, amelyet erősen befolyásoltak az advent mozgalom lelkészei, George Storrs (1796–1879) és George Stetson (1815–1879), szintén gyakran vettek részt ezeken az összejöveteleken. Arra a következtetésre jutottak, hogy a történelmi egyházak számos elsődleges tantételét, köztük a Szentháromságot, a pokol tüzét vagy a lélek halhatatlanságát nem támasztja alá a Szentírás.
A csoport a Bibliakutató mozgalom néven lett ismert. 
Az 1870-es években azonban szakadás történt.
Ezután a Russell-család három Biblia-olvasó csoport élére állt, William H. Conley és felesége pedig két csoportot vezetett. Charles csoportja úgy vélte, hogy jelentős hibákat fedeztek fel a keresztény tanításokban. A család hitte, hogy ezáltal egy tisztább rálátásuk van az igazi kereszténység mibenlétére; 1874-ben újra megkeresztelkedtek. William H. Conley támogatta Charlest és közösen adták ki a Táplálék a gondolkodó keresztényeknek (Food for thinking Christians) magazint.
1876 tavaszán Russell egy üzleti útja során kezébe került a "Herald of the Morning (A reggel hírnöke)" egy példánya. Ezt a lapot az advent mozgalomhoz tartozó Nelson H. Barbour (1824-1908) adta ki Rochester-ben. Russell találkozót szervezett vele, aztán megosztották egymással nézeteiket. Barbour sok új szemléletmóddal ismertette meg Russellt, továbbá azzal, hogy a meghalt hívők 1878 áprilisában fognak feltámadni.
Russell, aki korábban elutasította a bibliai próféciai kronológiát, most meg lett győződve, hogy a hívők megváltása (elragadtatása) két év múlva bekövetkezik. Eladta ruhaszövet boltját akkori kb. 300 ezer dollárért (hatalmas vagyon volt).
Russell bátorításával és anyagi támogatásával Barbour vázlatot írt nézeteikről az 1877-ben megjelent Three Worlds and the Harvest of This World (Három világ vagy a megváltás terve) című könyvében. Ugyanebben az évben (1877) került kiadásra Russell korábban írt szövege a "The Object and Manner of our Lord's Return" (Urunk visszatérésének tárgya és módja).
Russell nagy vágya volt, hogy a kereszténység felélesztését, megújításának mozgalmát vezesse; erre bizonyíték, hogy kétszer is meghívta Pittsburgh összes vallási vezetőjét, hogy megossza velük nézeteit. Ők azonban Russell elképzeléseit, amelyek hangsúlyozták az elragadtatás és Krisztus közeli második eljövetelének gondolatait, mindkét alkalommal elutasították.

### Szakítás Barbourral
1878 elérkezett, a hívők elragadtatása azonban elmaradt és ez nagy csalódást okozott Barbournak, Russellnek és követőiknek.
Az egyik követőjük által írt könyv – A. H. Macmillan: Faith on the March – szerint, Macmillan megjegyezte Russellnek, hogy a pittsburghi újságok arról számoltak be, hogy Russell a Hatodik Hídon fehér köntösbe öltözve Krisztus halálának emléknapja éjjelén várta Jézus eljövetelét, hogy elragadtasson sokakkal együtt; mire Russell nevetve azt válaszolta, hogy ő akkor aludt és csak a radikálisak lehettek ott, ő maga pedig nem ebben az időben várja a Megváltást, mert érzi, hogy még az egész Földön sok embernek kell prédikálnia a Királyság üzenetéről.
Russell meg volt zavarodva, hogy hiba volt az időpont kiszámításában, újra megvizsgálta a doktrínát, hogy valóban bibliai alapokon nyugszik-e vagy csak keresztényi hagyományból származik. Arra a következtetésre jutott, hogy emberek által kialakított hagyományról van szó és ezt a nézetet kezdte tanítani a Herold cikkein keresztül. Barbour is zavarban volt a tévedését illetően, de elutasította Russell magyarázatát; 1878 tavasza és 1879 nyara között a havonta megjelenő cikkeiben vitatta Russell nézőpontját így végül szakítottak egymással.
Russell kivonta támogatását az újságból és elindította a sajátját: Őrtorony (Zion's Watch Tower and Herald of Christ's Presence) címmel, amelynek első száma 1879 júliusában jelent meg. Barbour folytatta a "Herald of the Morning" kiadását és még abban az évben egyházat alapított ("The Church of the Strangers").

### Russell házassága
1879 márciusában vette feleségül Maria Frances Ackley-t (1850-1938) néhány hónapos ismeretség után. A látványos szeretet kifejeződése ellenére nem szerelmi házasság volt, egy kölcsönös partneri megállapodás volt az evangélium terjesztése céljából.
1897-ben vita alakult ki köztük azon, hogy a nő milyen mértékben vegyen részt a Zion's Watch Tower (Őrtorony) magazin vezetésében. 1906. július 15-i cikkében Russell kiadta a saját beszámolóját a nézeteltérésükről. A nő válóperre vitte férjét azzal az indokkal, hogy szellemi kegyetlenség áldozata, amely közvetlen következménye a házasságukkor kötött kölcsönös szüzességi fogadalomnak. A kihallgatás alatt a nő burkolt utalásokat tett arra, hogy férje ferde hajlamot mutat. A The Brooklyn Daily Eagle napilap részleteket közölt a vádiratból és a tárgyalás menetéről.
Maria Russel – ahogy a gyászjelentésben a neve szerepel – a floridai St. Petersburgban halt meg 1938 augusztusában Hodgkin-kór következtében.

### Nagyobb publicitás és a kiadványai
1881-ben ő (titkár és pénzügyi szakértő), az apja (alelnök) és Conley(elnök) hozta létre a Őrtorony Biblia és Traktátus Társulat jogi szervezetet, hogy azon keresztül adja ki traktátusait, újságjait, doktrínai tanulmányait és a Bibliáit. Mindent a helyi nyomdákkal nyomtatta ki és köttetett be, majd a házalókkal (hírnök) terjesztette.
1882-ben Conley szakított Russellékkel.
Charles 1884-ben jegyeztette be az újjáalakult Őrtorony újságot, amelynek immár ő lett az elnöke; ezzel fokozta tevékenységét. A Biblia-csoportja több száz tagúvá vált, követői voltak Új-Angliától Virginián keresztül Ohioig mindenfelé. Évenkénti választást tartottak, ahol mindig megválasztották "Pásztor"nak; a világ minden táján alakuló gyülekezetek is követték ezt a hagyományt.
Russell vagyonának majdnem tizedét adta oda a Táplálék gondolkodó keresztények számára (Food for Thinking Christians) 1881-es kiadásának és terjesztésének előmozdítására. Még ugyan abban az évben jelentek meg a The Tabernacle and its Teachings és a Tabernacle Shadows of the Better Sacrifices.
1886 pénzügyi kudarcai utána a nagy mennyiségű kintlévőség ellenére kiadta a The Plan of the Ages, későbbi nevén A korok isteni terve (The Divine Plan of the Ages) című könyvét, amelyet egy hétrészes sorozat első darabjának szánt. A sorozat további köteteire Millennial Dawn gyűjtőnévvel hivatkozott, melyeket "Bibliai tanulmányok (Studies in the Scriptures)" néven emlegetnek ma a követői. A sorozatból ezek a könyvek készültek el: 
- A korszakok terve  – később átkeresztelték a Korszakok Isteni terve
- Közel van az idő - The Time is at Hand (1889),
- Jöjjön el a Királyságod - Thy Kingdom Come (1891),
- A bosszú napja  – később Armageddoni csata - The Day of Vengeance" – későbbi nevén: "The Battle of Armageddon" – (1897),
- The At-one-ment Between God and Men (1899),
- Az új teremtés - The New Creation (1904).

A hetedik könyv azonban késett a lakosság Bibliakutatókkal szemben való ellenérzései miatt. Russell 1916-os halála után, 1917-ben jelent meg a hetedik rész The Finished Mystery címmel. Úgy tervezte, hogy a Jelenések Könyvének magyarázatát fogja tartalmazni, de a kiadás Ezékiel és a Zsoltárok értelmezését is tartalmazta.
A könyv megjelenése azonnali visszhangot váltott ki a terjesztés módjával és a tartalommal kapcsolatban is. Hamar fény derült arra, hogy Clayton J. Woodworth és George H. Fisher írta és Joseph Franklin Rutherford szerkesztette a könyvet.

#### Kronológia
- 1881:	Megalakul a Őrtorony Biblia és Traktátus Társulat.
- 1884: Jogilag bejegyzik a Őrtorony Biblia és Traktátus Társulatot, amelynek Russell lesz az elnöke.
- 1886: Megjelenik Russell hat kötete közül az első, a teológiáról és a próféciáról: Bibliai tanulmányok (Studies in the Scriptures), 1. kötet: A Korszakok terve (The Divine Plan of the Ages) című 424 oldalas könyv.
- 1889: A növekvő közösség megtartja az első kongresszusát Alleghenyben, Pennsylvaniában.[32] Ezután gyakran tartottak kongresszusokat, ahol ő volt az egyik fő előadó.[33]
- 1891: Russell először utazik Európába, hogy találkozzon a publikációinak olvasóival és közösségbe szervezze őket.[32]
- 1894: Russell létrehozza a „zarándok” programot[32]
- 1897: Russell felesége kilép a közösségből a tanviták és a kettejük közötti viták miatt.[32]
- 1900: Megnyílik aZ Őrtorony Társulat első külföldi kirendeltsége Londonban.[32]
- 1904: Megjelenik a Bibliai tanulmányok hatodik kötete.

Ugyanebben az évben Russell prédikációi kezdenek megjelenni az újságokban. Ezek világszerte ismertté váltak, több tízmillió olvasója volt csak az USA-ban. Ez és a reklámozásra tett erőfeszítések tették Russell-pásztort a világ egyik legismertebb személyiségévé.
- 1909 Russell áthelyezi a székhelyét, beleértve az irodákat is, a New York állambeli Brooklynba.[32]
- 1909:	Az első közösségszakadás: a Szabad Bibliakutatók (Free Bible Students) szakadása
- 1914: Megalakul a Nemzetközi Bibliakutatók Szövetsége (Nagy-Britannia).

Russell prédikációi 2000 újságban jelennek meg.
- 1915: Nyilvánvalóvá válik, hogy a „vég ideje” nem ér véget az 1914/1915-ös „világforradalomban” és a földi paradicsom sem kezdődik meg, ahogy Russell korábban jósolta. Sokan elhagyják a közösséget és a Russell prédikációit nyomtató újságok száma is megcsappan.[32]

## Halála, hatása és hagyatéka

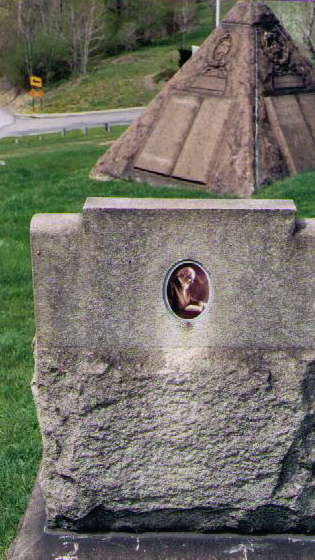
Russell sírköve és a mögötte levő egykori piramis a pittsburghi Rosemont United temetőben

Russell egészségi állapota jelentősen romlott a halálát megelőző három évben. Utolsó evangelizációs körútja során az Egyesült Államok nyugati és délnyugati részén egyre jobban megbetegedett húgyúti fertőzésben, de figyelmen kívül hagyta a körút feladására vonatkozó tanácsot.
1916. október 31. éjjelén amikor a vonata a texasi Pampa állomás közelébe ért, Russell pásztor 64 évesen meghalt. A halálhíre világszerte több újság vezércikke volt.
Testét a pittsburghi Rosemont United Cemetery temetőben helyezték el. A közelben egy 2,1 méter piramis emlékművet építettek, amelyet az Őrtorony Társulat állított fel 1921-ben.
A piramis emlékművet megrongálták, részben ezért 2021 szeptemberében eltávolították.
1917 januárjában Joseph Franklin Rutherfordot választották meg a Társulat elnökévé a választással kapcsolatos viták ellenére. További viták voltak Russell végrendeletének értelmezését illetően: milyen tartalom jelenthet meg az Őrtoronyban, kinek van joga új irodalmat kiadni… A gyülekezet háromnegyede nem akarta elfogadni a Rutherford által eszközölt egyre növekvő számú tantétel-változást, amit 1918-ig folyamatosan közölt az Őrtorony magazin lapjain. Sok Bibliakutatónak az volt az utolsó csepp a pohárban, amikor 1928 novemberében Rutherford visszautasította a Nagy Piramis doktrínát, illetve, hogy 1927 februárjában tagadta Russellnek az igazság helyreállításában betöltött szerepét. A megmaradt támogatókkal 1931-ben felvette a Jehova tanúi nevet, a társulat nevét pedig Watch Tower-ről Watchtower-re változtatta. Amint a számuk újra növekedni kezdett, Rutherford megreformálta a szervezet szerkezetét is; a tulajdonképpen független gyülekezeteket központi irányítás alá vonta, a gyülekezet irányítását végző véneket is a szervezet nevezi ki.

## Teológia és tanítások
A teológiája arra a felfedezésre épül, hogy a kereszténység hitvallása, emberek által kialakított tradíciói hibákat, tévedéseket tartalmaznak, amelyek károsak. A Bibliát analitikus elemzéssel kell tanulmányozni. Úgy gondolja, hogy helyreállítja az igazi keresztény hitet olyan tisztává, mint az az első században volt. Ezt a nézetet a legtöbb korabeli vallásvezető és tudós eretneknek tartotta; ennek ellenére később több nézetét is átvették. Russell-pásztor sok protestánssal egyetértett a Biblia elsőbbségében, és az egyetlen olyan dolognak tartotta, ami magában is igazolhatja a hit létjogosultságát. Ugyanakkor úgy gondolta, hogy annak értelmezésében, interpretációjában hibák vannak. A millerita (és néhány 19. századi protestáns) igehirdetőkkel egyetértve úgy gondolta, hogy a Nagy Hitehagyás tantétele (Jézus beszélt arról, hogy halála után sokan el fogják hagyni a tanításait) már az első században teljesedni kezdett, az akkori keresztények egyre jobban eltértek az igaz tanítástól. Valamint átvette azt az akkoriban feltűnő, majd később hanyatló nézetet is, amely szerint Krisztus második eljövetele már közel van; Armageddon csatája, a keresztények Megváltása hamarosan elérkezik. Több területen különbözik a spirituális interpretácójuk a katolikus és sok protestáns nézettől, többek között:
- Russell elveti a tüzes pokol fogalmát. 144000 igaz támadt fel a mennyországba. A "Nagy sokaság" a földi örök élet kilátása előtt áll és a többi ember halálalvásban van a földi feltámadásra várva.
- A Háromságot sem fogadta el úgy, ahogy azt általában magyarázzák; hitt Krisztus isteni mivoltában, de nem gondolta, hogy ezt az Atyjától kapta ajándékba a kereszthalál után – mint azt az ortodoxiában állítják. A Szent Szellem nem személy nála, hanem az Isten erejének manifesztációja (megnyilvánulása).
- Russell kiszámította, hogy 1874 Krisztus Második Eljövetelének napja, haláláig úgy tanította, hogy e dátum elteltével már láthatatlanul jelen is van és a Mennyből uralkodik. Azt jósolta, hogy a meghatározott idő 1914-ben telik be, amikor is Krisztus átveszi az uralmat a Föld eseményei felett. Az első világháború kitörését úgy magyarázta, mint az Armageddon kezdetét, amely nagy változásokat hoz a társadalomban, vége szakad a föld soknyelvűségnek, a világ anarchiába merül és a helyreállított Izrael ellen fordul.
- Elutasította a megszokott Bishop Usher-féle bibliai időszámítást; egy közvetlen megközelítést alkalmazott, deduktív oksági bizonyítási módszert; így beosztotta Ádámtól napjaiig eltelt 6000 évet. Ezt a próféciákkal összevetve úgy találta, hogy 1874. jelentős év; Krisztus Második Eljövetelének időpontja.
- Russell néhány számot a piramidológia spekulatív módszerével állapított meg. Hitt azokban a nézetekben, melyeket először keresztény írók (John Taylor, Charles Piazzi Smyth és Joseph Seiss) tanítottak, hogy a Gízai piramisokat a Hyksosok mellett a Héberek építették Isten útmutatása alapján. Mégpedig úgy építették fel, hogy azok értelmét csak a modern ember fedje fel. Úgy gondolta, hogy az olyan kifejezésekkel, mint az évenkénti (angol)hüvelyk, a piramisok segítségével ki lehet számítani azokat a nevezetes dátumokat, amelyeket a bibliai próféciákból már kiszámolt: 1914, 1874, 1948.[39] Több szövegből, mint az Ésaiás 19:19-20, arra vélt utalásokat felfedezni, hogy az ember történelmének siker- és kudarcélményeinek hullámzása az ember bukásának a bizonyítéka. A Mózesi Törvény pedig előárnyékolja Jézus halálát és a Mennyben levő igazak túláradó boldogságra jutását.
- Charles Taze Russell azon korai keresztény szónokok között volt, akik azt a világnézetet mozdították elő, melyet később keresztény cionizmusnak neveztek. Nelson H. Barbourtól kölcsönözte az elméletet, mely szerint Isten megkegyelmez a zsidóknak 1878-ban. Ezt az elképzelést 1879-ben már beépítette a prédikációiba. 1910-ben abban a New York-i világhírű Hippodrom Theatre színházban tartott egy találkozót, ahová több ezer zsidó jár; a keresztény és zsidó világot is sokkolta, hogy szónoklatával nem téríteni akarta a zsidó hallgatóságot. Russell úgy vélte, hogy Palesztina földje a zsidó fajhoz tartozik, Isten pedig ezennel visszahívja a zsidókat saját földjükre, hogy ott megalakuljon Isten Királyságának központja. Úgy számolta, hogy 1910-re a zsidóság visszaszivárog az ígéret földjére, és újra egy népet fog alkotni. Ez azonban nem következett be; úgy módosította elképzelését, hogy 1914-ben fognak mindnyájan visszatérni a földjükre, és vérrel követelik majd vissza földjüket.

## Kritikák és ellenvélemények
Már az 1892-es évben a hívei is kritizálták Russell vezetési stílusát. 1893.-ban Otto van Zech, Elmer Bryan, J.B. Adamson, S.G. Rogers, Paul Koetitz és mások készítettek egy újságot, amit a pittshburghi Bibliakutatók között terjesztettek. Kifejtették, hogy Russell egy diktátor, agyafúrt üzletember, aki a Millennial Dawn könyvsorozatából kíván meggazdagodni; követőit anyagi okokból átveri, a sorozatot női álnév alatt jelenteti meg: Az A Conspiracy Exposed and Harvest Siftings füzet – amit Russell maga írt – az 1894. áprilisi Őrtoronyhoz adtak ráadásként azzal a céllal, hogy rávegye az olvasóközönséget, hogy előre rendeljék meg a magazint, hogy legyen belőle elegendő, amit még szélesebb körben terjeszthetnek. Russell ezen felül lemásoltatta azokat a leveleket, amelyeket az extagoktól kapott, hogy bemutassa, hogy azok vádjai csak koholmányok, Sátán vezérli őket, hogy felforgassák Russell evangéliumhirdető munkáját…
1894-ben tömegesen hagyták el a gyülekezetét a radikális doktrína-változások miatt.
1897-ben a felesége elhagyta az Őrtorony folyóirat vezetését illető vitájuk miatt. A nő azt követelte, hogy férjével egyenlő belelátása legyen az ügyintézésbe, egyenlő jogai cikkinek publikálását illetően, prédikáláskor, képviselhesse a céget külföldi partnerekkel való tárgyaláskor. 1903-ban válópert indított mentális kegyetlenségre hivatkozva; férje szüzességre kényszeri, gyakran hidegen viselkedik és közömbös bánásmódban részesíti. 1906-ban elfogadták végül a válásukat és Charles-t tartásdíj fizetésére kötelezték. Russell azzal védekezett, hogy feleségét a női választójogért mozgalom fertőzte meg. A bíróság Russell ügyvédjének vádjai hatására felszólította Russelnét, hogy tisztázza, hogy ő kényszerítette-e a férjét a házasságra, mire az asszony "nem"-mel felelt. Russell közben beperelte a nőt rágalmazásért, amiért az medúzának nevezte, a bíróság viszont csak egy dollár kártérítést ítélt meg.
1911. március 22-én a The Brooklyn Daily Eagle Russell-t vádolta, hogy gabonát "Csoda Gabona"-ként árul és így erőlködés nélkül jut profithoz. Egy másik alkalommal több újság írt arról, hogy Russell megtéveszt és megcsal sokakat azt állítva, hogy feljavított gabonát árult 60 dollárért vékánként – ami jóval az akkori átlagos ár felett volt.
1912-1913 között az Eagle több állítólagos csalásról is beszámolt Russell részéről; ezért a pásztor beperelte az újságot rágalmazásért, de elvesztette a pert. Russell írásaiban védte magát azt állítva, hogy a Csoda Gabona bevételét a Társulat javára fordította; különben is volt hogy 1 dollárért is árulta fontonként, de ha valaki vissza akarja váltani, akkor annak visszavásárolja ugyan azon az áron – de nem tudunk visszatérítésről.
1913.-as év során John Jacob Ross – J.J., kanadai, Ontario tartománybeli, hamiltoni miniszter – kiadta a Some Facts about the Self-Styled "Pastor" Charles T. Russell című tanulmányát, amiért Charles beperelte rágalmazásért: Amikor a bíróság megkérdezte tőle, hogy ismeri-e a görög ábécé-t, igennel válaszolt, de a keresztkérdések után és miután megmutatták neki a görög ábécét, visszavonta állítását. Ross azt is állította, hogy Russell akkor is hazudott, amikor azt állította, hogy lelkészi végzettsége van. Russel úgy védekezett, hogy sohasem állította, hogy tud görögül, vagy ismeri az ábécét, valamint nem is tudott volna felolvasni a görög nyelvű könyvből, mert mielőtt elolvashatta volna, már elvették tőle. Azt mondta, hogy abban hisz, hogy az ő elrendezése Istentől való és ehhez nem szükséges semmilyen felekezet jóváhagyása; Pásztornak pedig több, mint 1200 gyülekezet választotta meg őt, ami szerinte elegendő ahhoz, hogy lelkészi végzettségűvé emelkedjen vagy az evangélium kiválasztott hirdetője legyen.
Az utóbbi időben azzal vádolták meg, hogy szoros kapcsolatok fűzték a szabadkőművességhez. A kritikusai nem tudták egyetlen páholyhoz sem kapcsolni, de azt állították, hogy az ilyen csoportok az okkultizmushoz kötődnek. Rámutattak, hogy a Studies in the Scriptures újabb kiadásainak előlapján egy szárnyas napkorong található, amely szerintük összefüggésbe hozható egy szabadkőműves szimbólummal. Russel írásaiban nincs feljegyezve, hogy bármely csoporttal kapcsolatban állt volna, és az 1895. júniusi Őrtorony 143. oldalán tagadja, hogy bármilyen kapcsolatban állna a szabadkőművesekkel, valamint kijelenti, hogy az ilyenek nagyon gonoszak („grievous evils”). Az említett jelképet ő valójában a Malakiás könyve 4:2 alapján készítette el, melyben a nap a szárnyakkal Krisztus Királyságának kezdetét jelenti.

## Magyarul megjelent művei
- Károly T. Russel: A korszakoknak terve. Segédkönyv bibliai tanulóknak; Nemzetközi Biblia Tanulók Egyesülete, Brooklyn, 1922 (Bibliai tanulmányok)
- Bibliai tanulmányok. 1. köt. A korszakok terve; Nemzetközi Bibliatanulmányozók Egyesülete, Brooklyn–Cluj, 1925
- Bibliai tanulmányok. 5. köt. Az ember kiengesztelése Istennel; Keretyén Bibliatanulmányozók Egyesülete, Kolozsvár, 1925
- Bibliai tanulmányok. 7. köt. A beteljesült titok; Biblia és Traktátus-Társulat, Marosvásárhely, s.a.
- A világ teremtése; Viaţa, Cluj-Kolozsvár, 1924
- A szövetség sátora mint a jobb áldozatok árnyéka. Segédkönyv a királyi papságnak; Keresztyén Bibliatanulmányozók Egyesülete, Cluj, 1924
- A világ teremtése; Nemzetközi Bibliatanulók Egyesülete, Bp., 1924
- Mit mond a Biblia a pokolról?; Bibliatanulmányozók Egyesülete, Cluj-Kolozsvár, 1924
- Hitpróbák. 1-3. Szemelvények Russel műveiből; Páncél, Targu-Mures, 1927